# Gribánovski
Gribánovski (ruso: Гриба́новский) es un asentamiento de tipo urbano de Rusia, capital del raión homónimo en la óblast de Vorónezh.
En 2021, el territorio del asentamiento tenía una población de 14 960 habitantes, de los cuales 14 830 vivían en el propio asentamiento y el resto en su única pedanía: el posiólok de Telermanovski.
Se ubica unos 10 km al noroeste de Borisoglebsk, junto a la salida de la ciudad de las carreteras R298 que lleva a Vorónezh y R22 que lleva a Tambov.

## Historia
Fue fundado en 1703 como un pueblo llamado "Bolshaya Gribánovka" (Больша́я Гриба́новка), y a lo largo del siglo se constituyó como la sede de su propia vólost, en el uyezd de Borisoglebsk de la gobernación de Tambov. Pedro I de Rusia le dio el topónimo en referencia al río Bolshaya Gribán y, tras colonizarlo con campesinos, entregó el señorío a Aleksandr Danílovich Ménshikov. Su desarrollo industrial comenzó en 1869, cuando se abrió una estación de ferrocarril en el pueblo. En 1957, la  Unión Soviética le dio el estatus de asentamiento de tipo urbano.